# Kompot
El kompot o compota és una beguda dolça sense alcohol que es pot servir calenta o freda, segons la tradició i l'estació. S'obté cuinant fruites com maduixes, albercocs, préssecs, pomes, gerds, ruibarbre, prunes, o cireres àcides en un gran volum d'aigua, sovint juntament amb sucre o panses com a edulcorants addicionals. De vegades s'hi afegeixen diferents espècies com la vainilla o la canyella per obtenir un sabor addicional, especialment a l'hivern, quan el kompot se sol servir calent. Kompot és popular als països d'Europa central i oriental, així com al sud d'Europa.

## Kompot
Kompot forma part de les cultures culinàries de molts països d'Europa central, oriental, meridional i Orient Mitjà, com ara: Bulgària, Armènia, Albània, Azerbaidjan, Belarús, Ucraïna, Rússia, Polònia, Bòsnia i Hercegovina, Lituània, Letònia, Estònia, Hongria, Eslovàquia, Eslovènia, Croàcia, Macedònia del Nord, Sèrbia, Montenegro, Moldàvia i Romania (on es coneix com a compota), Àustria, Grècia, Geòrgia, Xipre i Turquia.
El Kompot (компот en: búlgar, rus, serbi, bosnià, macedoni i ucraïnès; Komposto en turc) va ser una forma molt utilitzada de conservar la fruita per a la temporada d'hivern als països del sud i l'est d'Europa. El 1885, Lucyna Ćwierczakiewiczowa va escriure en un llibre de receptes que el kompot conservava la fruita tan bé que semblava fresca. Kompot encara era popular a la dècada de 1970. També és popular a molts països de l'Àsia central, com Uzbekistan i Kirguizstan.
El consum de kompot ha anat disminuint des dels anys vuitanta. Amb la fi de la conservació dels aliments a molts països del sud i l'est d'Europa, el kompot ha estat suplantat per sucs de fruites, refrescos i aigua mineral.

## Uzvar
Uzvar o vzvar és una beguda similar, preparada a partir de diversos fruits secs i de vegades baies, endolcida amb mel o sucre, popular a Ucraïna i Rússia.